# Часы (роман)
«Часы» (англ. The Clocks) — поздний роман Агаты Кристи, в котором, помимо основной детективной линии, присутствуют элементы шпионского и любовного романов. Впервые опубликован 7 ноября 1963 года и в 1964 году в США. В нем фигурирует бельгийский детектив Эркюль Пуаро. Британское издание продавалось по цене шестнадцать шиллингов, а американское издание — по цене 4,50 доллара.
В рецензиях на момент публикации отмечалось, что книга написана «на уровне Кристи», но были и негативные отзывы: убийство персонажа, который собирался передать важную информацию, посчитали «банальным», «недостойным» автора и «не таким пикантным». Напротив, в обзоре английского писателя-криминалиста Барнарда в 1990 году говорилось, что это был «живой, хорошо рассказанный, крайне маловероятный поздний образец» сочинений Кристи. Также ему понравились часы в завязке романа, но разочаровало, что они оказались лишь «красной селёдкой» (выражение, обозначающее отвлекающий манёвр).

## Сюжет
Действие романа разворачивается в провинциальном английском городе Кроуден (Суссекс) и в Лондоне. В основе сюжета лежит расследование убийства неизвестного мужчины, тело которого было найдено при необычных обстоятельствах в доме одинокой престарелой слепой учительницы.
Расследование преступления ведут местный детектив Дик Хардкасл и его друг — Колин Лэм, агент британской контрразведки, случайно оказавшийся возле дома, где обнаружили тело убитого.
Во второй половине книги к расследованию подключается уже отошедший от дел Эркюль Пуаро, уединённо живущий в своей лондонской квартире и коротающий время за чтением детективных романов. Несмотря на то, что физически он не принимает никакого участия в расследовании, итоговая разгадка преступления принадлежит именно ему. А все необходимые сведения он получает от своего друга Колина Лэма.

## Персонажи

### Главные
- Колин «Лэм» (с английского переводится как ягнёнок) — агент британской разведки
- Инспектор Хардкасл — следователь
- Сержант Крэй — полицейский
- Эркюль Пуаро — бельгийский детектив, ушедший на покой

### Работники секретарского бюро «Кавендиш»
- Шейла Уэбб — машинистка из бюро «Кавендиша»
- Мисс Мартиндейл — владелица секретарского бюро «Кавендиш»
- Эдна Брент — машинистка из секретарского бюро «Кавендиш»

### Обитатели улицы Полумесяц Уилбрэхэм
- Миллисент Пебмарш — слепая учительница и житель в доме 19 Полумесяц Уилбрэхэм
- Джеймс Уотерхаус — обитатель на улице 18 Полумесяц Уилбрэхэм
- Эдит Уотерхаус — сестра Джеймса
- Мадам Хемминг — обитатель дома на улице 20 Полумесяц Уилбрэхэм
- Джошуа Блэнд — строитель, житель дома 61 Полумесяц Уилбрэхэм
- Валери Блэнд — жена Джошуа Блэнда
- Миссис Рэмзи — обитатель дома 62 Полумесяц Уилбрэхэм
- Билл Рэмзи — маленький сын миссис Рэмзи
- Тед Рэмзи — маленький сын миссис Рэмзи
- Ангус Макноутон — отставной профессор, обитатель дома 63 Полумесяц Уилбрэхэм
- Гретель Макноутон — жена Ангуса
- Джеральдин Браун — молодая девушка, живёт через дорогу от дома 19 Полумесяц Уилбрэхэм

## Рецензии
Фрэнсис Айлс (Энтони Беркли Кокс) рецензировал роман в номере The Guardian от 20 декабря 1963 года:
Я не уверен. Повествование начинается хорошо, с обнаружения незнакомца в гостиной пригородного дома, с четырьмя странными часами, показывающими одно и то же время; но после этого история, хотя и читабельная, как и всегда, имеет тенденцию к неразрешимости. Также есть один очень банальный пункт: жизненно важный свидетель, убитый, когда речь идёт о раскрытии важной информации, что совершенно недостойно мисс Кристи.

Морис Ричардсон из The Observer (10 ноября 1963 года) заключил: «Не так пикантно, как обычно. Тем не менее, много изобретательности в отношении времени».
Роберт Барнард в своей книге «A talent to deceive» пишет следующее:
Живой, хорошо рассказанный, крайне маловероятный поздний образец – вам придётся смириться с наличием двух шпионов и трех убийц, живущих в одном маленьком городке. Идея с часами, фантастическая и интригующая сама по себе, с треском выдыхается в конце. Содержит (глава 14) размышления Пуаро о других вымышленных детективах, а также о различных стилях и национальных школах криминальной литературы.

## Экранизации
- 2009 — «Часы», 62-й эпизод сериала «Пуаро Агаты Кристи». В главной роли — Дэвид Суше.